# Eudora Stone Bumstead
Eudora Stone Bumstead (Bedford, Estados Unidos, 26 de agosto de 1860-1892) fue una poetisa y escritora estadounidense. Se la conocía como «la poeta de los niños».

## Biografía
Nació en el estado de Míchigan en 1860, aunque sus padres se trasladaron a Nebraska cuando aún era niña. Estos eran cultos y tenían ascendencia cuáquera. Animada por ellos, comenzó a escribir poemas desde una edad temprana y, con tan solo 10 años, la revista Our Young Folks, editada por John Townsend Trowbridge, publicó uno de ellos.
Tras recibir una buena educación, ejerció durante un tiempo de profesora. En la Universidad de Nebraska, en la que estudió el curso 1878-79, conoció a William T. Bumstead, con quien contrajo matrimonio al año siguiente. Tuvo con él dos hijos; el varón murió joven.
Sus obras estuvieron en su mayor parte dirigidas a los más jóvenes y se publicaron en las revistas St. Nicholas y Youth's Companion.
Falleció en 1892, a los 32 años de edad.

## Selección de obras
Himnos
- «The sun has gone from the shining skies»
- «Throw to the wind your doubt and fear»

Verso
- «Blow, wind, blow», 1888
- «Folliloo»
- «Grievous complaint», 1890
- «In the swing», 1888
- «Kandikew», 1886
- «Little red hen», 1885
- «Mystic sign», 1888
- «Ollie's dreams», 1881
- «Problem in threes», 1889
- «Sad reason for tears», 1889
- «Summer lullaby», 1887
- «Year with dolly», 1892

Poemas
- «Little pine-tree», 1889
- Quest, 1888

Teatro
- Waiting for Santa Claus, 1889

## Atribución
- Este artículo contiene texto traducido desde una publicación que se encuentra ahora en dominio público: Willard, Frances Elizabeth; Livermore, Mary Ashton Rice (1897). American Women: Fifteen Hundred Biographies with Over 1,400 Portraits : a Comprehensive Encyclopedia of the Lives and Achievements of American Women During the Nineteenth Century. Mast, Crowell & Kirkpatrick.

- Datos: Q55772544